# بعد العاصفة (فلم 2016)
بعد العاصفة (باليابانية: 海よりもまだ深く) هو فيلم درامي عائلي ياباني لعام 2016 تم تحريره وكتابته وإخراجه هيروكازو كورئيدا. تم عرضه في قسم نظرة ما في مهرجان كان السينمائي لعام 2016 وتم إصداره في اليابان في 21 مايو 2016. وقد نال الفيلم استحسان النقاد.

## الممثلون
- هيروشي آبي بدور ريوتا شينودا
- يوكو ماكي بدور كيوكو شيراشي
- تايو يوشيزاوا بدور شينغو شيراشي
- كيرين كيكي بدور يوشيكو شينودا
- ساتومي كوباياشي في دور تشيناتسو شينودا
- سوسوكي إيكيماتسو
- كازويا تاكاهاشي
- اجو ماكيتا
- ليلي فرانكي
- إيزاو هاشيزومي

## الإنتاج
تخيل كورئيدا الفيلم في عام 2001 عندما زار والدته، التي كانت تعيش بمفردها في مجمع سكني بعد وفاة والده. بدأ كتابة السيناريو في صيف 2013. بدأ التصوير في مايو 2014 واستمر شهرًا ونصف بينما كان يتم إنتاج فيلم أختنا الصغيرة الذي تم تصويره على مدار عام.

## روابط خارجية
- بعد العاصفة على موقع IMDb (الإنجليزية)
- بعد العاصفة على موقع ميتاكريتيك (الإنجليزية)
- بعد العاصفة على موقع روتن توميتوز (الإنجليزية)
- بعد العاصفة على موقع قاعدة بيانات الأفلام العربية
- بعد العاصفة على موقع ألو سيني (الفرنسية)
- بعد العاصفة على موقع أول موفي (الإنجليزية)
- بعد العاصفة على موقع بوكس أوفيس موجو (الإنجليزية)
- بعد العاصفة على موقع فيلمافينيتي (الإسبانية)
- بعد العاصفة على موقع قاعدة بيانات الأفلام السويدية (السويدية)
- بعد العاصفة على موقع قاعدة بيانات الفيلم (الإنجليزية)

- الموقع الرسمي
 (باليابانية)
- الموقع الرسمي لحركة الفيلم